# Ciego de amor
Ciego de amor es el título del cuarto álbum de estudio grabado por el cantautor colombiano Charlie Zaa. Fue lanzado al mercado bajo los sellos discográficos Sonolux y Sony Discos el 1 de febrero de 2000, con temas como Por tu amor, Donde está el amor y Con los años que me quedan, que anteriormente interpretara la cantautora cubano-estadounidense Gloria Estefan en 1993. El disco tuvo el apoyo de quien fue su productor ejecutivo Emilio Estefan, Jr. y la ayuda de Jon Secada y Mickey Taveras. Con este disco se hizo reconocer en España y en toda Latinoamérica con temas inéditos y románticos.

## Lista de canciones
1. «Me engañaste»
2. «Donde está el amor»
3. «Por Tu amor»
4. «Con los años que me quedan»
5. «Si no estás aquí conmigo»
6. «Me enloqueces»
7. «Ciego de amor»
8. «Porque te vuelvo a amar»
9. «Por el amor de Dios»
10. «La pollera colorá»

## Curiosidades
- La canción Por tu amor fue utilizada en la telenovela mexicana de la cadena Televisa Por tu amor (1999), bajo la producción de Angelli Nesma Medina, protagonizada por Gabriela Spanic y Saúl Lisazo.

- Datos: Q8346124